# Anna Christina Witmond-Berkhout
Anna Christina Witmond-Berkhout (* 29. September 1870 in Amsterdam; † 7. Dezember 1899 ebenda) war eine niederländische Schriftstellerin. Unter dem Pseudonym Tine van Berken veröffentlichte sie Mädchenbücher, als Anna Koubert Bücher für Erwachsene.

## Werke
Der Katalog der Niederländischen Nationalbibliothek führt als ältestes Werk von Tine van Berken die Erzählung Van allerlei slag (16 Seiten, Amsterdam ca. 1890) auf. Zu Lebzeiten erschienen mehr als 30 Titel, meist als Broschüren mit ein bis drei Erzählungen. Zu den größeren Arbeiten gehörten auch Bearbeitungen literarischer Stoffe, die im Ausland erschienen waren. Bücher (in Auswahl):  
- Een klaverblad van vier, 346 S., Amsterdam 1894
- De familie Berewoud, 396 S., Amsterdam 1895
- Hans en Hanna, 240 S., Amsterdam 1896
- Min zusters en ik, 305 S., Amsterdam 1896
- De dochters van den generaal, 352 S., Amsterdam 1897
- Op kostschool en thuis, 282 S., Amsterdam 1897

Bücher von Anna Koubert:
- Nieuwe paneeltjes, Amsterdam 1894
- Een scheepje zonder roer, Amsterdam 1895
- Confetti, 225 S., Amsterdam 1898
- Holländische Kleinbürgergeschichten, deutsch von Anna Herbst, 157 S., Oppeln 1898
- Moeder Wassink, 166 S., Amsterdam 1900